# Regions del Cantó dels Grisons

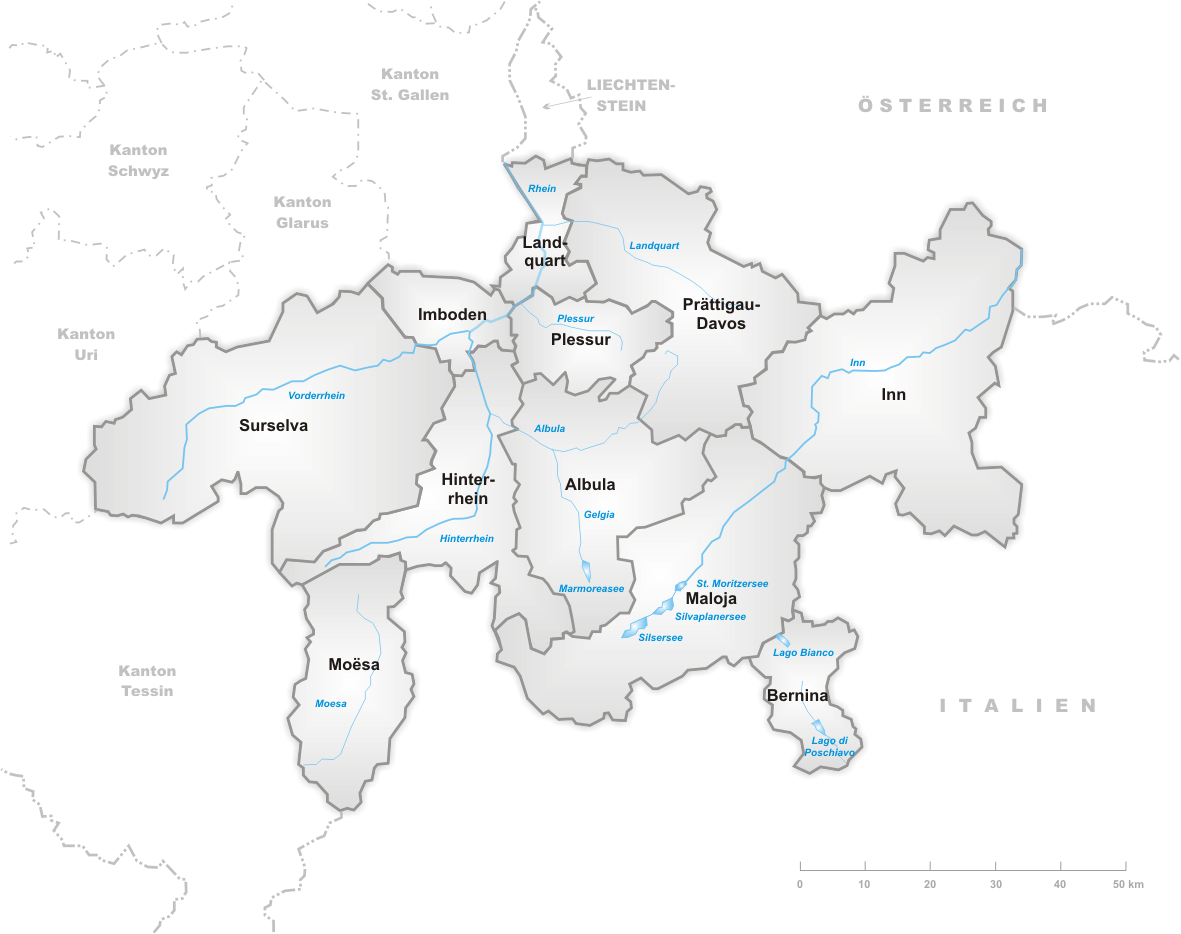
Regions del Cantó dels Grisons

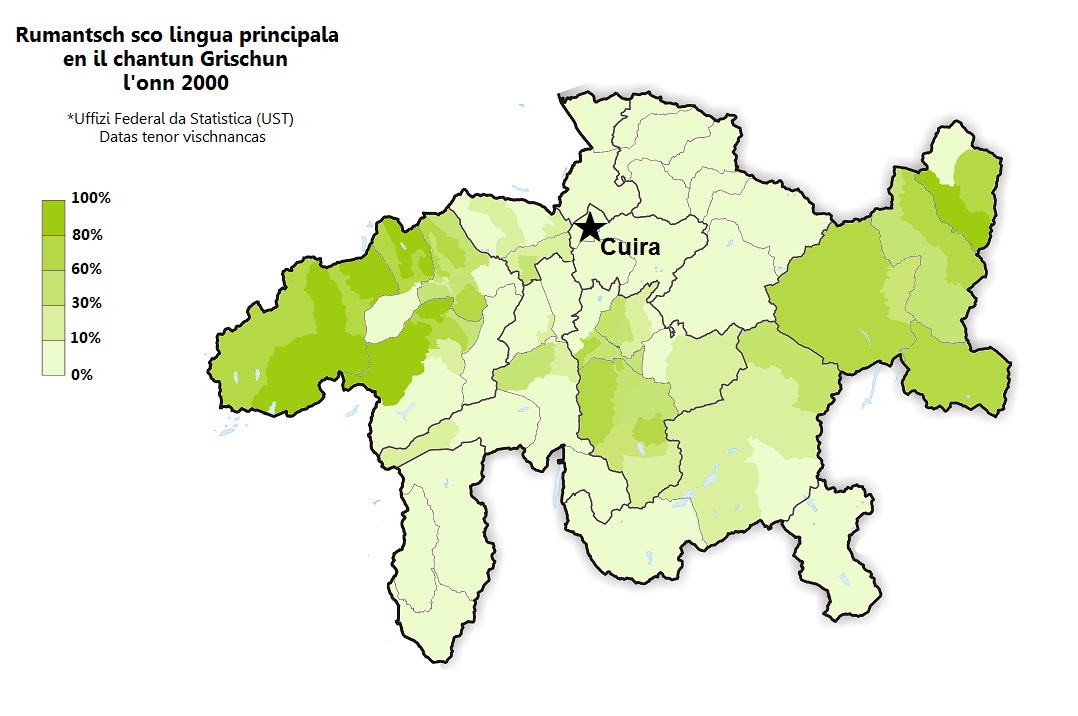
El romanx avui als Grisons

Les Regions del Cantó dels Grisons (Suïssa) són 11 i agrupen els 197 municipis. Creades l'1 de gener de 2016, les 11 regions reemplacen als 11 districtes cantonals anteriors. Tres regions tenen l'alemany com a llengua oficial, dues l'italià, quatre són bilingües, romanx i alemany i finalment dues més són trilingües, amb les tres llengües del cantó.
Les regions es divideixen en cercles i en municipis.
| Nom                         | Llengües oficials       | Cercles | Municipis | Població (2007) | Superfície km² | Densitat (hab./km² ) |
| --------------------------- | ----------------------- | ------- | --------- | --------------- | -------------- | -------------------- |
| Albula                      | alemany/ italià/ romanx | 4       | 23        | 8660            | 723.04         | 11.98                |
| Bernina                     | italià                  | 2       | 2         | 4661            | 237.210        | 19.64                |
| Hinterrhein                 | alemany/ romanx         | 5       | 37        | 12461           | 617.61         | 20.18                |
| Imboden                     | alemany/ romanx         | 2       | 7         | 17695           | 203.81         | 86.82                |
| Engiadina Bassa/Val Müstair | alemany/ romanx         | 4       | 18        | 9332            | 1196.63        | 7.71                 |
| Landquart                   | alemany                 | 2       | 10        | 22862           | 193.23         | 118.31               |
| Maloja                      | alemany/ italià/ romanx | 2       | 16        | 17956           | 973.65         | 18.44                |
| Moesa                       | italià                  | 3       | 17        | 7721            | 496.03         | 15.57                |
| Plessur                     | alemany                 | 3       | 15        | 38851           | 266.75         | 145.65               |
| Prättigau/Davos             | alemany                 | 7       | 15        | 25567           | 823.85         | 31.03                |
| Surselva                    | alemany/ romanx         | 5       | 43        | 22154           | 1373.54        | 16.13                |
| Total                       |                         | 39      | 203       | 187.920         | 7.105          | 26,45                |